# Benedykt Aleksijczuk
Benedykt Aleksijczuk MSU (ur. 16 stycznia 1968 w Borszcziwce, jako Walerij Dmytrowycz Aleksijczuk) – ukraiński biskup greckokatolicki obrządku bizantyjsko-ukraińskiego, eparcha Chicago od 2017.

## Życiorys
Święcenia kapłańskie otrzymał 29 marca 1992 z rąk kard. Myrosława Lubacziwśkiego. 31 grudnia 1995 złożył śluby zakonne w zakonie studytów i przyjął imię Benedykt. Pracował w parafiach i monasterach na terenie Ukrainy i Kanady. Był także członkiem patriarchalnych komisji ds. monastycyzmu i liturgii.
14 lipca 2010 został wybrany biskupem pomocniczym Archieparchii lwowskiej. 3 sierpnia 2010 papież Benedykt XVI zatwierdził ten wybór i nadał mu stolicę tytularną Germaniciana. Chirotonii biskupiej udzielił mu 5 września 2010 abp Ihor Woźniak. Był m.in. kanclerzem archieparchialnej kurii oraz przewodniczącym patriarchalnej komisji liturgicznej.
20 kwietnia 2017 został ogłoszony nowym eparchą Chicago.